# Fabiana Claudino
Fabiana Marcelino Claudino (Santa Luzia, 24 de janeiro de 1985), é uma jogadora de voleibol brasileira que atua na posição de meio de rede. Suas principais funções em sua posição são bloqueio e ataque. Atua pela equipe paulista do Osasco Voleibol Clube e foi capitã da Seleção Brasileira de Voleibol Feminino.

## Clubes
Fabiana começou a jogar vôlei no Minas Tênis Clube. Passou apenas cinco meses na escolinha do clube antes de começar a competir pelo time infantil, e cinco meses depois já era promovida à categoria infanto-juvenil. Logo era convocada para a seleção mineira e a brasileira sub-18. Fabiana foi promovida pelo Minas ao time adulto em 2001, e logo foi campeã da Superliga 2001/2002, com apenas 16 anos. No Minas jogou ao lado de Sheilla Castro, que se tornaria sua companheira na seleção.
Em 2003, foi para o Rexona-Ades, com o qual conseguiu a maioria de seus títulos como o tetracampeonato da Superliga, Campeonato Carioca e Salonpas Cup.
Em 2010 após conquistar o vice campeonato da Superliga, Fabiana disse que não permaneceria na equipe carioca pois assinaria contrato para defender algum time da Europa. Mas semanas depois recebeu uma proposta do Vôlei Futuro de Araçatuba. Fabiana passou a defender a equipe paulista por um ano, até assinar com o Fenerbahçe Universal da Turquia, comandada pelo técnico da seleção José Roberto Guimarães. Voltou ao Brasil em 2012 para defender o Sesi, de São Paulo.
Contratada pelo Sesi-SP para temporada 2012-13 conquistou sob o comando do técnico  Talmo Oliveira o título da Copa São Paulo em 2012 e no mesmo ano o bronze no Campeonato Paulista; e nesta jornada competiu no primeiro torneio internacional do clube, ou seja, a edição do Top Volley de 2012 na Suíça, ocasião que terminou com a medalha de prata. encerrou nessa temporada na quarta posição na correspondente Superliga Brasileira A..
Na jornada esportiva 2013-14 atuando pelo Sesi-SP obtendo o título da Copa São Paulo de 2013 e o vice-campeonato paulista de 2013, mesma colocação obtida na Copa Brasil de 2014 em Maringá, Paraná qualificando a equipe para o Campeonato Sul-Americano de Clubes de 2014 e disputou tal competição sediada em Osasco conquistando mais um título e na sequencia disputou o Campeonato Mundial de Clubes de 2014 sediado na Zurique, Suíça e foi semifinalista nesta edição, conquistando a medalha de bronze e foi a quinta colocada entre as melhores bloqueadoras da edição e avançou as finais da Superliga Brasileira A 2013-14 obtendo vice-campeonato.
Em mais uma jornada esportiva pelo Sesi-SP e foi vice-campeã da Copa São Paulo em 2014 e por este clube foi inscrita  na Superliga Brasileira 2014-15.Em 2015 disputou  Copa Banco do Brasil  cuja finais ocorreu Cuiabá, conquistou o vice-campeonato  nesta edição.Sagrou-se campeã do Campeonato Sul-Americano 2014 e no mesmo ano obteve a medalha de bronze na edição do Campeonato Mundial de Clubes.
Completando quatro temporadas consecutivas pelo Sesi-SP, sagrando-se vice-campeã do Campeonato Paulista de 2015 e disputou a Superliga Brasileira A 2015-16 finalizando na sétima colocação, edição na qual registrou 295 pontos, destes 212 foram de ataques, 26 de saques e 57 de bloqueios; nesta temporada ainda disputou a Copa Brasil de 2016 em Campinas, não avançando as semifinais..
Anunciada como novo reforço do Praia Clube disputou as competições do calendário esportivo de 2016-17, conquistando o vice-campeonato na Supercopa do Brasil de 2016 em Uberlândia, além do bronze na edição da Superliga Brasileira 2016-17.Ainda em 2017 competiu pelo Dentil/Praia Clube na edição do Campeonato Sul-Americano de Clubes de 2017, em Uberlândia, Brasil, sagrando-se medalhista de prata
Em sua terceira temporada pelo ‘‘Dentil/Praia Clube’’ disputou as competições do período de 2017-18, sagrou-se vice-campeã do Campeonato Mineiro de 2017 e também na Copa Brasil de 2018 realizada em Lages e contribuiu para a melhor campanha do clube na história da Superliga Brasileira A 2017-18 e é finalista e sagrou-se campeã pela primeira vez e foi a melhor jogadora da final.
Renovou com o mesmo clube para temporada 2018-19 e sagrou-se vice-campeã da edição do Campeonato Mineiro de 2018, posteriormente obteve o título da Supercopa Brasileira de 2018, na sequência disputou a edição do Campeonato Mundial de Clubes de 2018, realizada em Shaoxing e disputou a semifinal, terminando na quarta colocação.
Pelo Dentil/Praia Clube conquistou o vice-campeonato da Copa Brasil de 2019 realizada em Gramado e a medalha de prata no Campeonato Sul-Americano de Clubes de 2019 realizado novamente em Belo Horizonte e eleita a primeira melhor central da competição e atuando pela equipe avançou a grande final da Superliga Brasileira 2018-19, atuando nos dois jogos da série final, mas terminou com o vice-campeonato.
Na temporada 2019-20 transferiu-se para o Hisamitsu Springs.
Na temporada 2020-21 ficou inativa em virtude do sonho de ser mãe, após nascer seu primeiro filho, foi anunciada como reforço da equipe do Osasco Audax para a temporada de 2021-22.

## Seleção Brasileira
Nas categorias de base, Fabiana foi vice-campeã do Mundial Sub-18 de 2001, na Croácia, na qual foi eleita melhor jogadora e melhor bloqueio, e campeã do Mundial Sub-20 em 2001, na República Dominicana.
A estreia de Fabiana no time principal do Brasil aconteceu em 2003 (aos 18 anos), quando a Seleção Brasileira era dirigida pelo técnico Marco Aurélio Motta. Na época, Fabiana também jogava pela Seleção Juvenil na qual Fabiana foi campeã mundial na Tailândia. Em 2003 Fabiana disputou os Jogos Pan-Americanos de Santo Domingo. Na ocasião o Brasil competiu com uma equipe juvenil.
Com a queda de Motta e a chegada de José Roberto Guimarães em 2003, Fabiana continuou a integrar a equipe principal do Brasil. Disputou a Copa do Mundo em 2003 conquistando o vice campeonato. Mais tarde disputou o Grand Prix no qual conquistou o primeiro lugar e as Olimpíadas de Atenas em 2004 ficando em quarto lugar. Em ambos campeonatos a meio-de-rede foi na condição de reserva em sua posição.
Após os Jogos Olímpicos de Atenas, Fabiana ganhou espaço e se tornou titular na Seleção Brasileira. Após ter ficado de fora do Grand Prix em 2005, a meio-de-rede conseguiu voltar ainda no mesmo ano para conquistar a Copa dos Campeões.
Em 2006 Fabiana conquistou o bicampeonato do Grand Prix e foi um dos destaques na conquista do vice no Campeonato Mundial.
O ano de 2007 foi um ano de decepcões para Fabiana e para a Seleção Brasileira que sofreu a derrota dos Jogos Pan-Americanos para Cuba na final, o amargo quinto lugar no Grand Prix e o vice-campeonato na Copa do Mundo. O único título conquistado foi o Campeonato Sul-Americano no Chile.
Em 2008 Fabiana faturou o tricampeonato do Grand Prix e sagrou-se campeã olímpica nos Jogos de Pequim. Além desses dois títulos, conquistou a medalha de ouro na primeira edição do Final Four em Fortaleza sendo eleita a melhor bloqueadora do torneio.
Depois de ganhar os Jogos Pan-Americanos de 2011, a seleção teve desempenhos abaixo da média nos outros torneios do ano e da primeira metade de 2012, se classificando para as Olimpíadas de Londres apenas na eliminatória sul-americana. Mesmo após um começo ruim que quase desclassificou a equipe na primeira fase, a seleção capitaneada por Fabiana ganhou mais uma medalha de ouro, e a capitã foi eleita a melhor bloqueadora dos Jogos.

## Vida pessoal
Em junho de 2018, Fabiana se casou em São Paulo com cantor e diretor artístico Vinícius de Paula, filho de Netinho de Paula, em uma cerimônia realizada pelo Padre Marcelo Rossi.
Em outubro de 2020, Fabiana anunciou que estava grávida. Em 17 de abril de 2021, e aos 36 anos de idade, dá a luz a Asaf, seu primeiro filho.

## Clubes
| Clube              | País    | De   | Até  |
| ------------------ | ------- | ---- | ---- |
| MRV/Minas          | Brasil  | 2001 | 2003 |
| Rexona/Ades        | Brasil  | 2003 | 2009 |
| Unilever           | Brasil  | 2009 | 2010 |
| Vôlei Futuro       | Brasil  | 2010 | 2011 |
| Fenerbahçe SK      | Turquia | 2011 | 2012 |
| SESI/São Paulo     | Brasil  | 2012 | 2016 |
| Dentil/Praia Clube | Brasil  | 2016 | 2019 |
| Hisamitsu Springs  | Japão   | 2019 | 2020 |
| Osasco Audax       | Brasil  | 2021 | 2023 |

## Títulos

### Seleção Brasileira
- Bicampeã Olímpica, em Pequim 2008 e Londres 2012
- Heptacampeã do Grand Prix (2004, 2006 , 2008, 2009, 2013, 2014, 2016)
- Campeã do Montreux Volley Masters 2009 - MVP
- Campeã do Torneio de Voleibol Final Four 2008 - Melhor Bloqueadora
- Campeã do Sul-Americano 2007
- Campeã do Pan Americano de Guadalajara (2011).
- Melhor atacante do Campeonato Mundial 2006
- Campeã do Montreux Volley Masters 2006
- Campeã da Copa dos Campeões 2005
- Campeã e melhor jogadora do Mundial Juvenil 2003[47]

### Clubes

#### Dentil/Praia Clube
- Campeonato Mundial de Clubes:2018[39]
- Superliga Brasileira Aː2017-18[35]
- Superliga Brasileira Aː2018-19
- Campeonato Mineiro:2018[36]
- Superliga Brasileira Aː2016-17[28]
- Supercopa Brasileira:2018[37]
- Supercopa Brasileira de Voleibolː2016[27]
- Copa Brasil:2018[33]

#### MRV/Minas
- Campeã da Superliga (2001/2002)

#### Rexona-Ades/Rio de Janeiro
- Tetracampeã da Superliga (2005/2006, 2006/2007, 2007/2008 e 2008/2009)
- Campeã do Campeonato Carioca[48]
- Campeã do Salonpas Cup 2004
- Campeã da Copa Brasil 2007[49]

#### Unilever/Rio de Janeiro
- Vice-campeã da Superliga (2009/2010)

#### Vôlei Futuro/Araçatuba
- Campeã dos Jogos Abertos do Interior 2010
- Vice-campeã do Campeonato Paulista 2010
- Bronze na Superliga 2010/2011

#### Sesi-SP
- Superliga Brasileira A:2013-14[17]
- Superliga Brasileira A:2014-15
- Superliga Brasileira A:2012-13[9]
- Copa Brasil:2014[12]
- Copa Brasil:2015[20]
- Campeonato Paulista:2013[11] e 2015[22]
- Campeonato Paulista:2012[6]
- Copa São Paulo:2012,[5] 2013[10]
- Copa São Paulo: 2014[18]

## Prêmios individuais
- Melhor Central do Campeonato Sul-Americano de Clubes de 2019[41]
- Melhor Central do Campeonato Sul-Americano de Clubes de 2017[carece de fontes?]
- MVP do Campeonato Sul-Americano de Clubes de Voleibol Feminino de 2014[carece de fontes?]
- MVP da Copa dos Campeões de 2013
- Melhor bloqueadora do Campeonato Sul-Americano de 2013[50]
- Melhor bloqueadora dos Jogos Olímpicos de Verão 2012
- MVP do Torneio Internacional Top Volley de 2012[51]
- Melhor bloqueadora dos Jogos Pan-Americanos de 2011[carece de fontes?]
- Melhor bloqueadora do Campeonato Sul-Americano de 2011[52]
- Melhor bloqueadora da Superliga Brasileira de volei de 2009/10[carece de fontes?]
- Melhor bloqueadora do Grand Prix de 2009
- MVP do Montreux Volley Masters de 2009[53]
- Melhor bloqueadora da Copa Final Four de 2008
- MVP do Salonpas Cup  de 2008[53]
- Melhor bloqueadora do Salonpas Cup  de 2008[53]
- Melhor atacante do Grand Prix de 2006
- Melhor bloqueadora da Copa Pan-Americana de 2006[53]
- Melhor bloqueadora do Torneio Internacional Top Volley de 2006[53]
- Melhor atacante do Campeonato Mundial de 2006[54]
- Melhor bloqueadora da Copa dos Campeões de 2005[53]

## Clubes
- «Perfil na página da Federação Internacional de Voleibol» (em inglês)
- Fabiana Claudino no Facebook